# 大横町
大横町（おおよこちょう）は、東京都八王子市の町名。丁番は持たない単独町名である。住居表示実施済み区域。郵便番号は192-0062。

## 地理
八王子市中心街の西北部に位置し、国道16号線（通称東京環状）が町内の中心を縦断している。
この道がかつて大善寺に通じていたことから、江戸期には「大善寺横町」とも呼ばれていた。

## 沿革
- 1882年（明治15年） - 町村分合による八王子の成立により、八王子宿の横町が八王子大横町となる。
- 1889年（明治22年） 4月1日 - 八王子町の成立により冠称が外れ大横町となる。
- 1897年（明治30年）4月22日 - 大横町を火元とした八王子大火が発生。
- 1917年（大正6年）9月1日 - 八王子町が市制施行。八王子市大横町となる。
- 1968年（昭和43年） - 住居表示を実施。（旧）1～121番地を（新）1～14番地に変更。[5]

## 世帯数と人口
2017年（平成29年）12月31日現在の世帯数と人口は以下の通りである。
| 町丁   | 世帯数  | 人口  |
| ------ | ------- | ----- |
| 大横町 | 520世帯 | 909人 |

## 小・中学校の学区
市立小・中学校に通う場合、学区は以下の通りとなる。
| 番地 | 小学校               | 中学校               |
| ---- | -------------------- | -------------------- |
| 全域 | 八王子市立第二小学校 | 八王子市立第四中学校 |

## 交通

### 路線バス
- 西東京バス
  - 「サイエンスドーム前」「大横町」[7]

## 施設
- 警視庁第9方面合同庁舎
- 八王子大横郵便局
- コニカミノルタサイエンスドーム
- 大横町公園
- 極楽寺
- エコス大横店
- ファミリーマート八王子北大通り店
- 福全院